# Léon Delachaux
Léon Émile Aldala Delachaux né à Villers-le-Lac en 1850 et mort à Saint-Amand-Montrond en 1919 est un peintre franco-suisse, naturalisé américain en 1883.

## Biographie
Léon Delachaux naît le 30 juillet 1850 près de Villers-le-Lac, dans le département du Doubs, en France. Il est le premier enfant de Mélanie Henry, française et catholique, et de Louis-Auguste Delachaux, suisse et protestant. Ses parents, tous deux horlogers, se marient le 9 août 1850,.

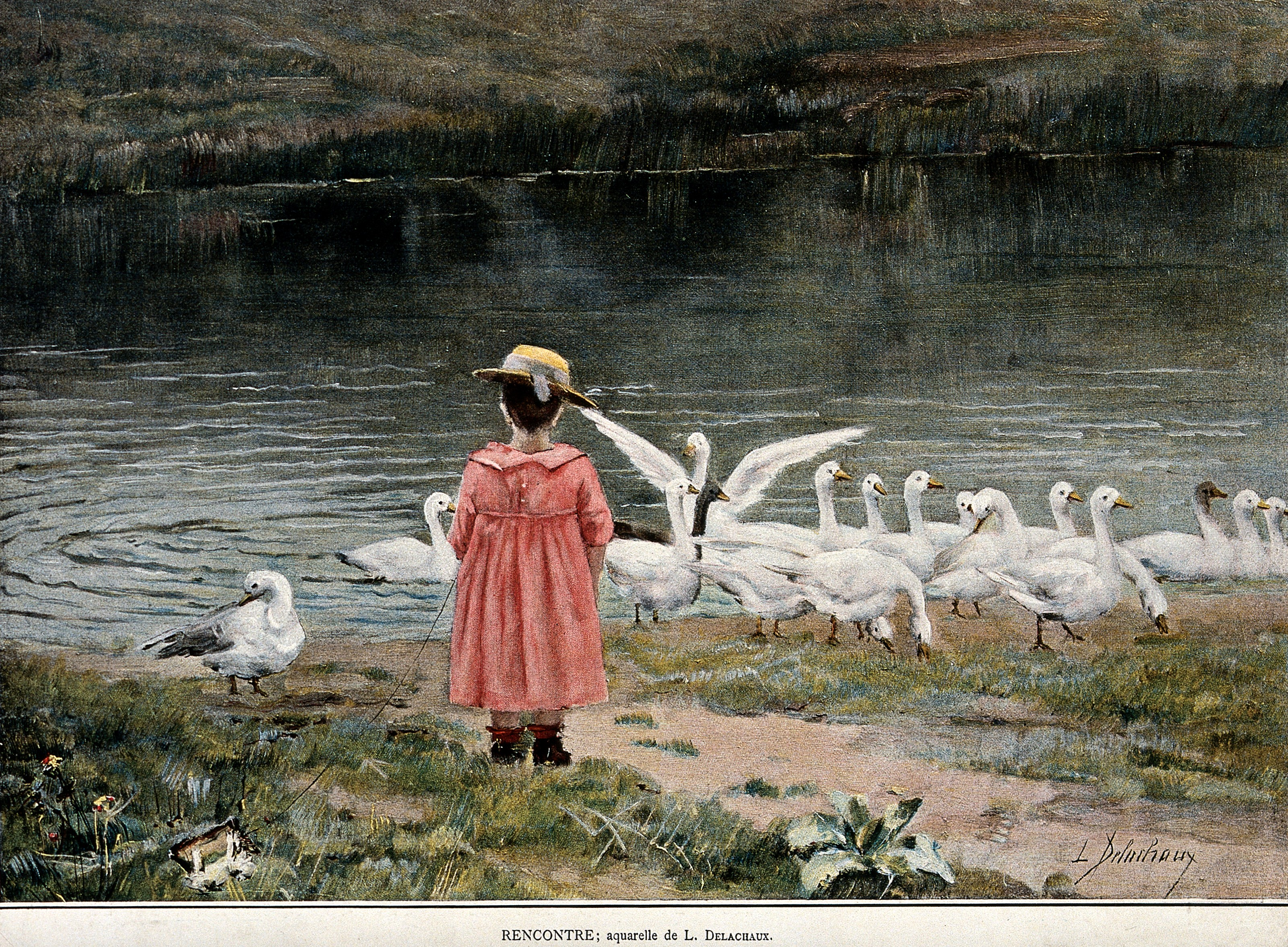
Jeune Fille rencontrant des oiseaux au bord d'un lac, collection privée.

Entre 1850 et 1855, Léon Delachaux passe son enfance en Suisse, à Morat dans le canton de Fribourg. Ses quatre sœurs voient le jour à Morat mais aucune ne survivra. En 1855, son père se suicide, accablé par la misère. En 1859, sa mère emmène Léon au Caire en Égypte. Neuf ans plus tard, le jeune homme quitte Le Caire pour Marseille. Il est durant quelque temps peintre sur carrosseries de voitures à cheval puis remonte en Suisse où il trouve un emploi de graveur sur métaux précieux. En 1872, le représentant d'un joaillier américain - Tiffany selon la tradition orale - lui propose de venir à New York. On le retrouve en 1875 à Philadelphie où il rencontre Marie-Appoline Noël, dite Pauline, d’une famille originaire des Vosges, émigrée à Philadelphie en 1853. Ils se marient à Philadelphie le 29 avril 1875. Leur fils unique, Clarence, naît le 14 décembre 1875. Delachaux est alors graveur sur boîtiers de montres.
En 1876, Philadelphie fête le centenaire de la Déclaration d'indépendance des États-Unis et accueille l’Exposition universelle de 1876. Cet événement majeur est décisif pour Léon Delachaux qui découvre sa vocation de peintre et s’inscrit à la Pennsylvania Academy of the Fine Arts, PAFA, qui rouvre ses portes. Entre 1876 et 1881, il suit les cours académiques dispensés par Thomas Eakins, père du réalisme américain ; il s’essaie à la photographie. De 1878 à 1880, la famille Delachaux partage son adresse du 1934, Locust Street à Philadelphie avec Carol Storck (ro), sculpteur roumain, également élève à la PAFA. À partir de 1879, Léon Delachaux expose aux États-Unis à Philadelphie, Pittsburgh, Louisville, New York, Chicago, San Francisco, Boston, ainsi qu’en Amérique du Sud.
En 1882, souhaitant revenir en France avec sa famille, un accord avec son marchand de tableaux, Harrison Earle, lui permet de financer son retour en échange de l’envoi de ses œuvres à Philadelphie. L'année suivante, Delachaux obtient la nationalité américaine. Arrivé en France, il s’installe à Levallois-Perret et fréquente l'atelier de Pascal Dagnan-Bouveret, grand ami de Thomas Eakins, avec qui il fut élève de Jean-Léon Gérôme. En 1884, il s’installe dans la colonie artistique internationale de Grez-sur-Loing, près de Fontainebleau et de Barbizon. Il se présente au Salon des artistes français comme élève de Thomas Eakins et d'Ernest Ange Duez.
Léon Delachaux connaît un premier succès public en 1887 avec une mention honorable au Salon pour le Crux Ave à Pâques (Kunsthaus de Zurich). Il participe à l'Exposition universelle de Paris de 1889 et obtient la médaille de bronze pour son tableau La Louée à Château-Landon (musée des Beaux-Arts de La Chaux-de-Fonds). Il voyage dans le centre de la France, Puy-de-Dôme, Indre, Creuse, Cher et peint la vie rurale. En 1891, Léon Delachaux quitte le Salon des artistes français pour celui de la Société nationale des beaux-arts - dont Ernest Ange Duez est un membre fondateur. Il en devient associé en 1895, sociétaire en 1901 et membre du jury en 1903, 1904 et 1909. Il y exposera tous les ans jusqu'en 1915. De 1900 à 1919, il vit à Saint-Amand-Montrond dans le Cher. Il recouvre sa nationalité française en 1907.
Le 4 novembre 1911, Léon Delachaux est nommé chevalier de la Légion d'honneur.
Il meurt le 27 janvier 1919 à Saint-Amand-Montrond et est inhumé au cimetière de Grez-sur-Loing.

## Expositions

### De son vivant: 1879 à 1918

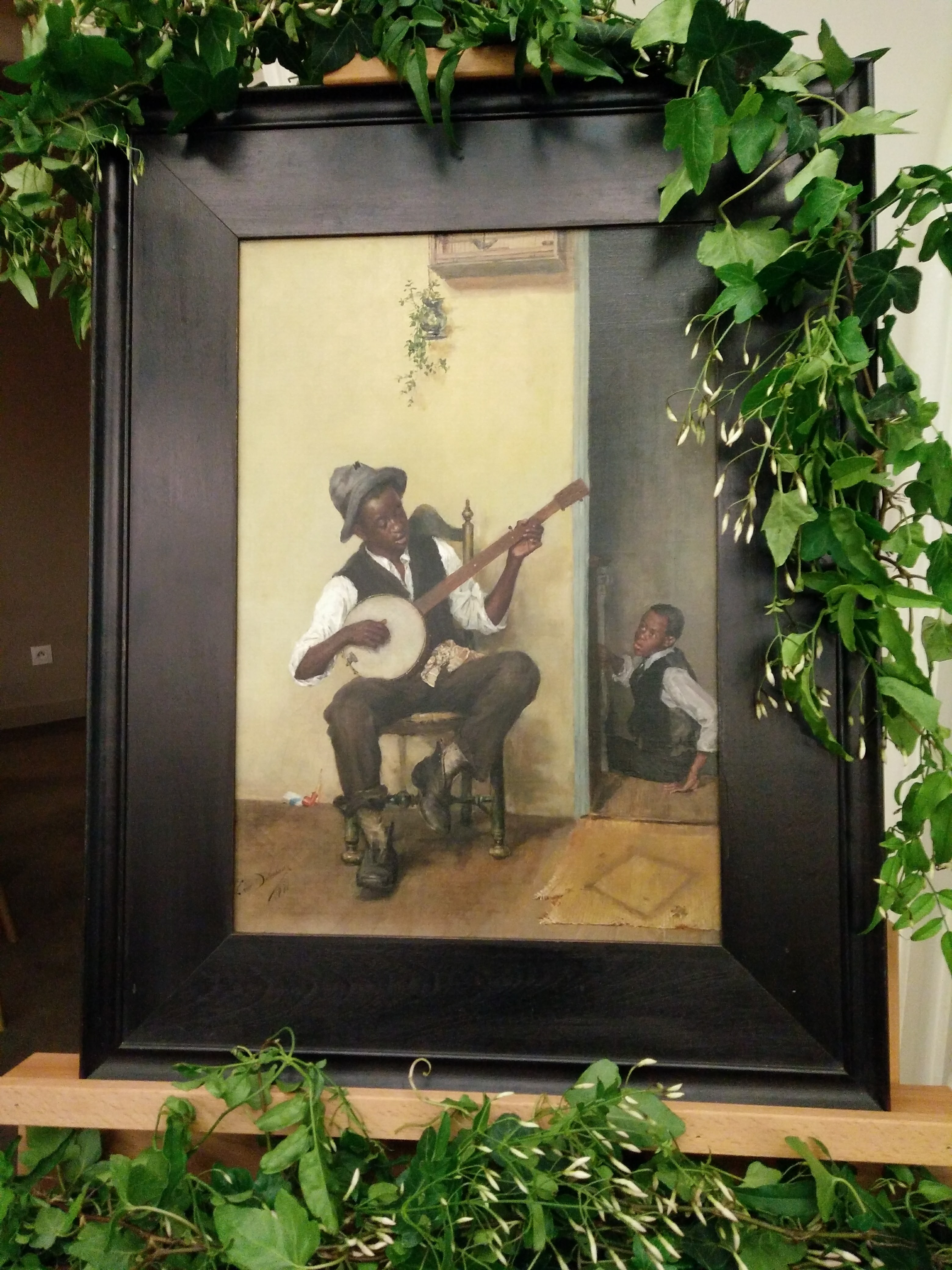
The Banjo Player (1881), collection Fonds de Dotation Léon Delachaux.

De nationalités suisse, américaine puis française, Léon Delachaux a pris grand soin de ses œuvres et s’est toujours soucié de les exposer dans les salons officiels, les galeries ou par le biais de commissaires d’expositions pour l’étranger. Il a su, de 1879 à 1918 créer un réseau national et international impressionnant, participant à plus de deux cents expositions dans le monde.
Prenant pied en Amérique du Nord en 1872, Léon Delachaux découvre la peinture et l’étudie à la Pennsylvania Academy of the Fine Arts de Philadelphie, sous la maîtrise de Thomas Eakins (1844-1916). Ses premières expositions en tant que peintre et aquarelliste sont donc américaines. Il est présent de 1879 à 1918 aux expositions internationales outre-Atlantique de Philadelphie, Pittsburgh, Boston, New York, Washington, Louisville, Utica, Indianapolis, Chicago, Worcester, Saint-Louis, New Albany, Salt Lake City, Seattle, San Francisco et Toronto, au Canada.
À Paris, Léon Delachaux participe de 1884 à 1890 au Salon des artistes français. Il s’intègre sans peine à cette structure centrale et dominante, au rayonnement international, que représente le Salon. Il obtient en 1887 une mention honorable grâce au Crux Ave à Pâques (Kunsthaus, Zurich, Suisse).
De 1891 à 1914, il expose au Salon de la Société nationale des beaux-arts dont il est associé en 1895, puis sociétaire en 1901. En 1903, 1904 et 1909, il est membre de la commission d’examen des œuvres.
L’exposition universelle de 1889 lui permet de remporter la médaille de bronze grâce au tableau La Louée à Château-Landon (musée des Beaux-Arts, La Chaux-de-Fonds, Suisse), en tant qu’Américain. Mais c’est comme artiste français qu’il participe à celle de 1900, où il obtient également une médaille de bronze.
Artiste reconnu, Léon Delachaux participe également à plusieurs expositions de groupe dans des galeries parisiennes : à la galerie Silberberg (1903) et à la Galerie Georges Petit (1898, 1910, 1912 et 1915). En 1916, on le remarque à la Galerie Georges Bernheim, lors d’une exposition organisée au profit des blessés de guerre.
Sa consécration comme peintre de renom se fait grâce aux acquisitions de plusieurs de ses œuvres par l’État français (six œuvres acquises entre 1899 et 1913). Parmi elles, La Lingère (1905) est exposée au musée du Luxembourg.
En province, les expositions organisées par les très actives Sociétés des Amis des Arts lui offrent une visibilité notoire à Nantes, Fontainebleau, Le Havre, Lyon, Bordeaux, Reims, Amiens, Strasbourg, Douai, Roubaix-Tourcoing, Périgueux, Nîmes et Pau.
L’Europe lui ouvre également ses portes à l’occasion de présentations d’œuvres d’artistes français et d’expositions de peintures internationales. On retrouve les tableaux de Delachaux à Bruxelles, Gand, Monaco, Berlin, Düsseldorf, Essen, Munich, Londres, Liverpool, Edimbourg, Venise, Rome, Helsinki, Prague, Poznań ou encore Barcelone.
Originaire du canton de Neuchâtel, en Suisse, il contribue de 1887 à 1894 aux expositions collectives et itinérantes de la Société Suisse des Beaux-Arts, dites Turnus. Tableaux et dessins voyagent à Bâle, Winterthour, Zürich, Saint-Galle, Schaffhouse, Constance, Berne, Aarau, Le Locle, Lausanne, Glaris, Soleure et Lucerne. On les remarque aussi aux expositions de la Société des Amis des Arts de Neuchâtel et de La Chaux-de-Fonds, tout comme à l’Exposition nationale des Beaux-Arts de Berne et à l’Exposition municipale des Beaux-Arts de Genève.
De 1886 à 1903, Delachaux participe ainsi à près de 50 manifestations en Suisse.
En 1910, sa Costurera est montrée en Amérique du Sud à l’Exposición Internacional de Bellas Artes de Santiago du Chili, ville dans laquelle elle se trouve encore aujourd’hui.
En Asie, lors des célébrations souhaitées par Paul Doumer pour glorifier la nouvelle capitale de l’Indochine française, c’est à Hanoï qu’il expose en 1902.

### À partir de 1919
Léon Delachaux s’éteint le 27 janvier 1919. En 1938, encouragé par Théogène-Pierre Chavaillon, son ami et conservateur du musée Saint-Vic de Saint-Amand-Montrond (Cher), Clarence Delachaux lègue à la ville douze tableaux et deux dessins, suivant les dernières volontés de son père : « Je voudrais que ce qui reste de mon travail fût conservé intact et gardé par toi, mon fils, et tes enfants, et plus tard, si jugé, d’être légué à une ville de France pour y former le noyau d’un musée. »
Le musée Saint-Vic détient ainsi aujourd’hui la plus importante collection publique d’œuvres de Delachaux. Il la partage régulièrement, comme en 2017, à l’occasion de l’exposition « Léon Delachaux, son œuvre saint-amandoise » : 45 œuvres provenant de ses collections ainsi que de mains privées sont dévoilées au public.
Les villes de Bourges, Grez-sur-Loing et Uzès ont également présenté au public les œuvres de Delachaux qu’elles conservent.

À Paris, le Fonds de Dotation Léon Delachaux organise en 2014 la première rétrospective : « Léon Delachaux, au fil de… » dans les salons de France-Amériques, qui accueillent 80 tableaux et dessins.

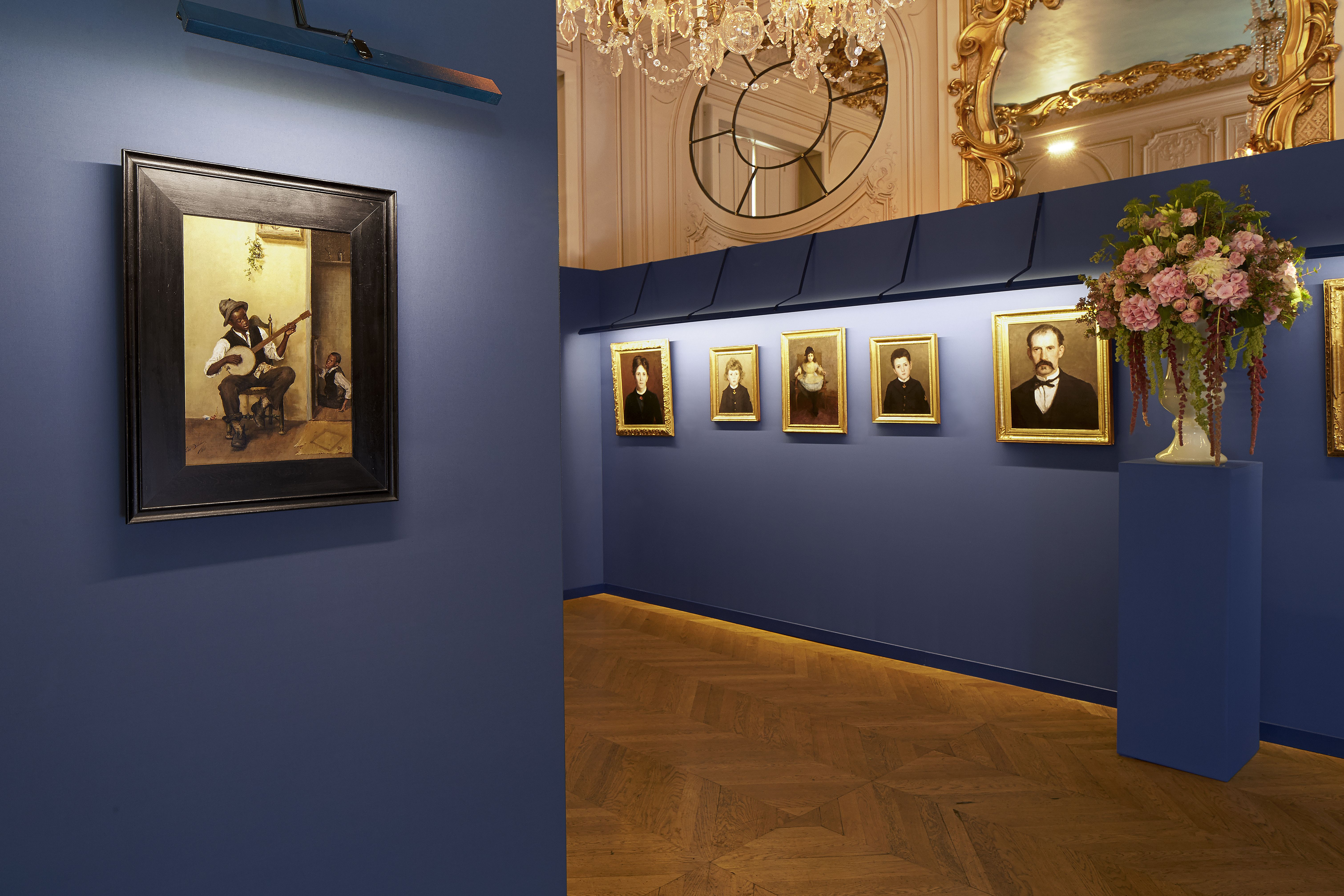
The Banjo Player et les cinq portraits de la famille Berthon à l'exposition « Léon Delachaux - Au fil de… », le 9 octobre 2014 au cercle France-Amériques à Paris.

Le Comité des Prêts du Fonds de Dotation se mobilise pour faire connaître les œuvres de Delachaux. Ainsi, en 2018, Affectionate Mother (1881) a participé à l’exposition « L’âge de raison vu par les peintres au XIXe siècle » au musée Fournaise de Chatou. En 2019, The Banjo Player (1881), peinte aux États-Unis, retraverse l’Atlantique pour se joindre à la dernière étape de l’exposition itinérante organisée par le musée d’Orsay : « Le Modèle noir, de Géricault à Picasso », au Mémorial ACTe de Pointe-à-Pitre, en Guadeloupe.

## Œuvres dans les collections publiques

### Chili
- Santiago du Chili, musée national des Beaux-Arts : Couturière (Costurera), c. 1909, huile sur toile[79].

### États-Unis
- New Brighton, Merrick Art Gallery : Visite à la voisine (A visit to my neighbor), 1883, huile sur toile.

### France
- Grez-sur-Loing, musée de la Ville de Grez-sur-Loing : Convalescence / La Convalescente, c. 1915, huile sur toile.
- Paris :
  - musée du Louvre : La Lecture, c. 1908, dessin[80].
  - musée d'Orsay :
    - La Lingère, c. 1905, huile sur toile[81] ;
    - La Lecture, c. 1908, huile sur toile[82] ;
    - Intérieur berrichon, mère et ses filles, c. 1910, huile sur toile[83].
- Saint-Amand-Montrond, musée Saint-Vic :
  - Marguerite, petite paysanne du Blanc, c. 1896, huile sur toile ;
  - Lecture (effet de nuit), c. 1897, huile sur toile ;
  - Intérieur, Pauline et Ysabelle, c. 1899, huile sur toile ;
  - Petite fille à la poupée, c. 1906, mine de plomb ;
  - Intérieur berrichon (les repasseuses), 1908, huile sur toile ;
  - Fileuse à la quenouille, c. 1908, huile sur toile ;
  - La Famille du cordonnier, c. 1909, huile sur toile ;
  - Bords de la Marmande, c. 1910, huile sur carton ;
  - Poire, c. 1912, huile sur toile ;
  - Autoportrait, c. 1913, huile sur toile ;
  - Portrait de Madame Dubost, 1913, pastel ;
  - Chapelle Saint-Roch sous la Neige III, c. 1917, huile sur toile ;
  - Pré des joncs, Bords du Cher, huile sur toile ;
  - Vue de Châteldon, Puy de Dôme, huile sur toile ;
  - Bassin du Canal à Saint-Amand, huile sur carton ;
  - Portrait de sa fasse Madame Moreau, crayon graphite sur papier vélin.
- Uzès, musée Georges-Borias : Jeune Fille au bol, c. 1906, crayon sur papier.

### Pologne
- Poznań, musée national de Poznań :
  - Suzanne, c. 1899, huile sur toile ;
  - Jeune Fille lisant, c. 1903, huile sur toile.

### République tchèque
- Prague, Galerie nationale de Prague : Knitting girl, c. 1902, huile sur toile.

### Suisse
- Genève, musée d’Art et d’Histoire : Intérieur de cuisine (Elle dort déjà), 1886, huile sur toile[84].
- La Chaux-de-Fonds, musée des Beaux-Arts :
  - Rêveuse, 1887, huile sur toile ;
  - La Louée à Château Landon, 1888, huile sur toile ;
  - Germaine, 1918, pastel et crayon su papier contrecollé sur carton.
- Le Locle musée des Beaux-Arts : Jeune fille mangeant sa soupe, c. 1890, huile sur toile.
- Neuchâtel, musée d’Art et d’Histoire :
  - Jane, jeune fille au bord d’une rivière, 1885, huile sur toile ;
  - Le Père Denis, A Pâques, Easter Eggs, c. 1892, huile sur toile ;
  - Jeune fille crochetant, c. 1907, huile sur toile.
- Zurich, Kunsthaus : Choknaben am Osterfeste (Le Crux Ave à Pâques), 1887, huile sur toile.

Œuvres de Léon Delachaux
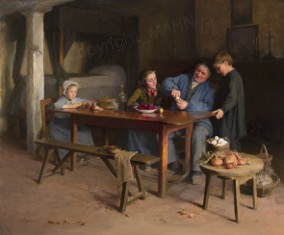
À Pâques ou Le Père Denis (1892), musée d'Art et d'Histoire de Neuchâtel.
Suzanne (vers 1899), musée national de Poznań.

## Fonds de dotation Léon Delachaux
Le Fonds de dotation Léon Delachaux a été créé en 2012 par Marie Delachaux, arrière petite-fille du peintre.
Il a pour objectifs la constitution d’un fonds documentaire et le recensement des œuvres de l’artiste en vue de l’édition d’un catalogue raisonné ; la recherche biographique et artistique de Léon Delachaux, tant en Suisse qu’aux États-Unis et en France où il a vécu et peint ; la valorisation, conservation et restauration des œuvres acquises par le fonds pour permettre la diffusion, la connaissance et le rayonnement de Léon Delachaux, notamment dans le cadre de manifestations culturelles ; le prêt d’œuvres d’art sous toutes formes, notamment à des musées ou institutions publiques ; l’organisation de manifestations permettant de resituer Léon Delachaux dans le monde artistique de son temps et du nôtre ; la publication d’ouvrages concernant l’artiste ; les dons auprès d’organismes d’intérêt général artistique.